# Бронеотряд 1941
«Бронеотряд 1941» (яп. 機神兵団 кисин хэйдан) — серия «лайт-новел» работы Ямада Масаки, позже адаптированная в аниме.

## Сюжет
Во время альтернативной Второй мировой войны на Землю вторгаются инопланетяне. Они подключаются к войне и встают на сторону стран «оси». Для защиты от инопланетян организуется корпус «Кисин». Для этого корпуса учёные разрабатывают новое оружие, используя инопланетные технологии. Однажды главный герой по имени Тайси, получил от своего отца секретное инопланетное устройство, за которым охотятся немцы. Они планируют использовать это устройство для постройки своих собственных роботов.

## Медия

### Ранобэ
Серия включает в себя 10 томов, выпущенных в период с 24 марта 1993 по 25 августа 1994 года и опубликованных компанией Chuokoron-Shinsha. В 1995 году серия получила Seiun Award как «Лучший японский роман года».

### Аниме
На основе книг был снят OVA-сериал Alien Defender Geo-Armor: Kishin Corps студией Geneon. Его режиссёрами выступили Такааки Исияма и Кадзунори Мидзуно. Премьера всех семи серий сериала состоялась в Японии с 24 марта 1993 года по 25 августа 1994 года. Аниме было лицензировано и переведено на русский компанией MC Entertainment. Также показано по телеканалу «2x2».